# Rattopsy
Rattopsy è il primo EP del rapper italiano Hell Raton pubblicato il 1 luglio 2014 dalla Machete Empire Records con distribuzione Sony. L'EP è stato pubblicato sotto il nome di El Raton.

## Tracce
1. Jerry Il Sorcio (Intro) – 2:02
2. Paper Street (feat. DJ Slait) – 2:45
3. Radio Machete (Charlie Skit) – 0:58
4. Self Made – 1:56
5. Frank Morris (El Desaparecido) – 1:59
6. # Rattopsy – 2:25
7. Who'z Your Daddy – 2:06

### Strumentali
1. Jerry il Sorcio (Instrumental) – 1:49
2. Paper Street (Instrumental) – 2:45
3. Self Made (Instrumental) – 1:56
4. Frank Morris (El Desaparecido) (Instrumental) – 1:59
5. # Rattopsy (Instrumental) – 2:22
6. Who'z Your Daddy (Instrumental) – 2:06